# Гусс, Бернар
Бернар Гонорат Гусс (фр. Bernard Gousse; 22 октября 1958, Порт-о-Пренс, Республика Гаити) — гаитянский юрист, государственный деятель, министр юстиции и общественной безопасности в 2004—2005 годах. Доктор права.

## Биография
В 1981 году окончил факультет права и экономических наук Государственного университета Гаити (Université d'État d’Haïti). Позже, продолжил учёбу во Франции, где в 1982 году окончил аспирантуру в области права в Университете Поля Сезанна. В 1983 году прослушал курс международных отношений Института политических исследований в Экс-ан-Прованс. В 1989 году получил докторскую степень по юриспруденции в академии Экс-Марсель.
С 1991 года начал заниматься адвокатской практикой. Был одним из основателей юридической фирмы Pasquet, Gousse et Associés. В 1989—1992 годах преподавал в Государственном университете Гаити, затем с 1991 по 2001 год — читал лекции по гражданскому праву и международному частному праву в частном гаитянском университете Квиски (Université Quisqueya). В 1993—2001 годах — декан факультета юридических наук этого университета .
С 1997 по 1998 год — юрисконсульт в Министерстве культуры и коммуникаций Гаити, консультировал по вопросам законодательства в области электросвязи. В 1998—1999 годах — юрисконсульт Агентства США по международному развитию (USAID). С 2003 по 2004 год о— юрисконсульт Банка Республики Гаити, а в 2002—2004 годах — Международного фонда избирательных систем (IFES), занимающегося мониторингом избирательных процессов.
В 2004—2005 годах занимал пост министра юстиции и общественной безопасности Гаити. В качестве министра реформировал полицейские силы и разработал закон, санкционирующий независимость судебных органов. Боролся за отмену в уголовном кодексе страны дискриминационных положений в отношении женщин.
В 2007 году работал юридическим консультантом Банка Республики Гаити, Франкофонии и Всемирного банка. В том же году стал советником Международной финансовой корпорации. В 2008 году — юрист Торгово-промышленной палаты Гаити. Член Комитета по изменению кодексов.
С 2009 года — член Президентской комиссии по новым информационно-коммуникационным технологиям.
4.07.2011 года кандидатура Гусса была предложена на пост премьер-министра Республики Гаити, однако не поддержана Сенатом, обвинив его в подавлении митинга сторонников бывшего президента Жана-Бертрана Аристида.